# El Saucejo
El Saucejo település Spanyolországban, Sevilla tartományban. El Saucejo Almargen, Cañete la Real, Algámitas, Villanueva de San Juan, Osuna és Los Corrales községekkel határos. Lakosainak száma 4213 fő (2024).

## Népesség
A település népessége az elmúlt években az alábbi módon változott:
| Lakosok száma | 4259 | 4298 | 4428 | 4485 | 4484 | 4407 | 4310 | 4321 | 4233 | 4213 |
|               | 2001 | 2004 | 2007 | 2009 | 2012 | 2014 | 2017 | 2019 | 2022 | 2024 |